# Ankola fan
Ankola fan là một loài bướm ngày thuộc họ Bướm nâu.